# José Simón Azcona
José Simón Azcona del Hoyo (La Ceiba; 26 de enero de 1927 - Tegucigalpa; 24 de octubre de 2005) fue un Ingeniero civil,empresario de la construcción y político  hondureño de origen Español y el 2.º presidente constitucional de la República de Honduras, desde la Constitución de 1982; comenzó el 27 de enero de 1986 y finalizó el 27 de enero de 1990, representante del Partido Liberal de Honduras (PLH).

## Biografía
De padres españoles, nació en La Ceiba, el 26 de enero de 1927. Sus padres fueron José Simón Azcona Vélez y Carmen del Hoyo Pérez. Realizó sus estudios en la Universidad Nacional Autónoma de Honduras (UNAH) y en el Instituto Tecnológico y de Estudios Superiores de Monterrey (ITESM), en México, donde obtuvo la licenciatura de ingeniero civil. Casado con la señora Miriam Bocock Selva, con la que procrearían tres hijos Elizabeth, José Simón y Javier Enrique Azcona Bocock. 
Miembro y seguidor de la ideología del Partido Liberal de Honduras, Azcona del Hoyo ocupó entre los años 1973 a 1982 el cargo de gerente general de la Federación Hondureña de Cooperativas de Viviendas (FEHCOVI), seguidamente en 1975 fue nombrado secretario de organización y propaganda del directorio central del Movimiento Liberal Rodista, fue diputado al Congreso Nacional de Honduras hasta su elección como candidato oficial del Partido Liberal. 
A poco tiempo para las elecciones generales del domingo 24 de noviembre de 1985, en una entrevista realizada por el periodista José Comas Vega del español periódico El País, Azcona explicó que nació en Honduras y fue de niño a casa de sus abuelos, en la provincia de Santander, donde vivió hasta finales de la Segunda Guerra Mundial. En 1949 pasó ilegalmente la frontera de Portugal por Ciudad Rodrigo (tenía 21 años) para evitar ser enrolado en el Ejército español, y llegó a Honduras. Este hecho de su vida le valió ser acusado por su correligionario del Partido Liberal y entonces presidente, Roberto Suazo Córdova, de "desertor del Ejército español". Azcona fue ministro de Transportes y Comunicaciones en el Gabinete de gobierno de Suazo Córdova, mientras que Azcona fungía como presidente del Partido Liberal, pero luego se enemistó con el mismo presidente Suazo y dimitió de dirigir el ministerio, lo que le supuso perder también la presidencia de los liberales.

## Comicios de 1985
El ingeniero José Azcona del Hoyo, salió electo presidente constitucional de Honduras, después de unas reñidas elecciones internas del día 24 de noviembre de 1985, los partidos mayoritarios tanto, el Partido Nacional de Honduras y el Partido Liberal de Honduras se encontraban divididos en movimientos con un candidato oficial y los resultados de esas elecciones fueron los siguientes: 
Para el Ingeniero José Azcona del Hoyo de 57 años, del “Movimiento Liberal Azconista” 424,358 votos (27,5%); abogado Óscar Mejía Arellano de 66 años del “Partido Liberal Rodista 250,419 votos (16,2%); licenciado José Efraín Bú Girón del “Movimiento Liberal Rodista” 64,230 votos (4,2%); abogado Carlos Roberto Reina del “Movimiento Liberal Democrático Revolucionario” (M-LÍDER) 43,373 votos (2,8%); los aspirantes presidenciales del Partido Nacional, resultaron de la siguiente manera: Licenciado Rafael Leonardo Callejas de 42 años, del “Movimiento Nacional Rafael Callejas” (MONARCA) 656, 882 votos (42,6%); licenciado Juan Pablo Urrutia Raudales, del “Movimiento de Cambio y Unidad Nacionalista” 20,121 votos (1,3%); licenciado Fernando Lardizabal Guilbert del “Movimiento Nacionalista” 22,163 votos (1,4%). 
Los votos totales de los candidatos en las elecciones generales, obtuvieron los siguientes resultados: Para el Partido Liberal de Honduras, un total de 786,594 votos (51,0%); para el Partido Nacional de Honduras, un total de 701,406 votos (45,5%), para el doctor Hernán Corrales Padilla candidato oficial del Partido Demócrata Cristiano (PDCH) un total de 30,173 votos (2,0%) y para el licenciado Enrique Aguilar Paz candidato oficial del Partido Innovación y Unidad (PINU) un total de 23,705 votos (1,5%).                De la suma de los votos, el ingeniero José Azcona del Hoyo candidato del PLH fue elegido nuevo presidente de la república hondureña para el período constitucional entre el 27 de enero de 1986 y el 27 de enero de 1990.

## Presidencia (1986-1990)
Antes de tomar posesión como presidente constitucional, Azcona tuvo que soportar el ya autorizado llegue de tropas estadounidenses a Honduras, que en total fueron 5,000 los soldados norteamericanos que se hicieron presentes para las llamadas Tareas Conjuntas General "Terencio Sierra" aprobadas por la Secretaría de Estado estadounidense y el gobierno de Suazo Cordova; aquí, la participación hondureña sería de tan solo 150 soldados.
Ya en el poder Azcona autorizó las tareas conjuntas honduro-estadounidenses General "Vicente Tosta" en 1986, coincidiendo con la compra de los aviones de caza F-5 en enero de 1987, por la suma de 75 millones de dólares para que el país estuviera resguardado de un posible ataque nicaragüense. Algunas fuentes de agentes secretos filtraron que el gobierno Hondureño estaría negociando la compra de tanques M-60, ya que el Ejército Popular Sandinista contaba con tanques T-54 y T-55 y que los negociados M-60 de fabricación norteamericana contrarrestarían el poder de fuego de los tanques sandinistas.
Durante su gestión, en la ciudad de San Pedro Sula, fueron asesinados los activistas del Comité Hondureño para la Defensa de los Derechos Humanos (CODEH), señores Moisés Landaverde y Miguel Ángel Pavón. Mediante Decreto n.º 85-89, se ordenaba la colocación de un potente radar en la costa norte hondureña, para formar parte de la Red de Radares de la Cuenca del Caribe (RRCC) patrocinado por los Estados Unidos de América.
El 7 de abril de 1988, durante el gobierno del ingeniero Azcona del Hoyo, se realizó la manifestación antiestadounidense más grande de la historia hondureña, donde manifestantes quemaron el consulado de los Estados Unidos y 25 vehículos que estaban en la periferia, en discordancia por la captura y entrega de Juan Ramón Mata Ballesteros a las autoridades estadounidenses. 
Phillys Oakley, portavoz del Departamento de Estado de los Estados Unidos, manifestó en rueda de prensa que tal entrega había sido un fuerte compromiso; sin embargo, con ello se violó la Constitución de Honduras de 1982, en el Artículo 102, que reza: Ningún hondureño, podrá ser expatriado, ni entregado por las autoridades a un Estado extranjero.
Azcona del Hoyo, mantuvo gran atención en la red de carreteras de Honduras, las que mando a reparar y construir, además de interesarse en la educación nacional a la que exigió una mejor calidad. Asimismo Azcona del Hoyo, fue uno de los principales artífices del proceso de pacificación del istmo de Centroamérica iniciado en el mes de mayo de 1986 en la localidad de Esquipulas, república de Guatemala. Las conversaciones llevaron a los Acuerdos de Esquipulas II, en 1987, y dicho proceso llevó al desarme y desmovilización de la Contra nicaragüense en 1990. Seguidamente, en 1992, ya fuera de su periodo presidencial, finalizaba la guerra civil en la república de El Salvador. Después, en 1996, se alcanzaba la paz total en Guatemala.

## Gabinete de gobierno
| Gabinete de Gobierno                        | Gabinete de Gobierno                                                         | Gabinete de Gobierno     |
| ------------------------------------------- | ---------------------------------------------------------------------------- | ------------------------ |
| Cargo                                       | Nombre                                                                       | Período                  |
|                                             |                                                                              |                          |
| Designados Presidenciales                   | José Pineda Gómez, Jaime Rolando Rosenthal Oliva, Alfredo Fortín Inestroza   | 1986-1990                |
| Despacho Presidencial                       | Céleo Arias Moncada                                                          | 1986-1990                |
| Gobernación y Justicia                      | Raúl Elvir Colindres/Romualdo Bueso Peñalba                                  | 1986–1989/1989-1990      |
| Relaciones Exteriores                       | Carlos López Contreras                                                       | 1986-1990                |
| Recursos Naturales                          | Rodrigo Castillo Aguilar                                                     | 1986–1990                |
| Educación Pública                           | Elisa Estela Valle de Martínez Pavetti                                       | 1986–1990                |
| Hacienda y Crédito Público                  | José Efraín Bú Girón/Carlos Falck Contreras                                  | 1986–1989/1989-1990      |
| Economía y Comercio                         | Reginaldo Panting Peñate                                                     | 1986-1990                |
| Comunicaciones, Obras Públicas y Transporte | Juan Fernando López/Alejandro Castro Ruiz                                    | 1986–1989/1989-1990      |
| Salud Pública y Previsión Social            | Rubén Antonio Villeda Bermúdez                                               | 1986–1990                |
| Trabajo y Asistencia Social                 | Adalberto Discuta Rodríguez /Armando Blanco Paniagua /Rodolfo Rosales Abella | 1986–1989/1989/1989-1990 |
| Defensa y Seguridad Pública                 | Luis Alonso Cardona Macías                                                   | 1986–1990                |
| Cultura, Turismo e Información              | Arturo Rendón Pineda                                                         | 1986–1990                |
| Consejo Superior de Planificación Económica | Francisco Figueroa Zúñiga                                                    | 1986–1990                |
| Instituto Nacional Agrario (INA)            | Raúl Flores Gómez                                                            | 1986–1990                |
| Contralor general de la República           | Diego Rafael Díaz                                                            | 1986–1990                |

## Fallecimiento
El ingeniero José Azcona del Hoyo, fallecería en Tegucigalpa, M.D.C., el 24 de octubre de 2005 a los 78 años de edad.